# Comtat d'Orange (Califòrnia)
El Comtat d'Orange és un comtat dels Estats Units al sud-oest de l'estat estatunidenc de Califòrnia. La seu és Santa Ana i la ciutat més gran és Anaheim. Segons el cens del 2010 tenia 3.010.232 habitants, fent-lo el tercer comtat més poblat de Califòrnia, per darrere del Comtat de Los Angeles i el Comtat de San Diego. És el comtat més petit en grandària del sud de Califòrnia.